# كارستين أيونج
كارستين أيونج (بالتشيكية: Karsten Ayong) (20 يناير 1998 - ) هو لاعب كرة قدم تشيكي في مركز الهجوم.

## روابط خارجية
- كارستين أيونج على موقع قاعدة بيانات كرة القدم.إي يو (الإنجليزية)
- كارستين أيونج على موقع Soccerway.com (الإنجليزية)
- كارستين أيونج على موقع عالم كرة القدم.نت (الإنجليزية)